# Фёдорова, Алла Юрьевна
Алла Юрьевна Фёдорова (8 января 1973, Саратов) — российская поэтесса, член Саратовского отделения Союза писателей РФ.

## Биография
Закончила Саратовское музыкальное училище, в 1999 году защитила диплом с отличием в Литературном институте имени А. М. Горького в Москве. Работала в издательстве «РГАДА» (город Москва), в Приволжском книжном издательстве. Алла Фёдорова — одна из редакторов «Энциклопедии Саратовского края», имеет многочисленные публикации в российских периодических изданиях. Автор пяти стихотворений для аудиоальбома «Сны и были Николая Караченцова», стихов из поэтического сборника «Однажды на кухоньке поздней порою», цикла рассказов «Жутота и смехота села Тинзина».
Живёт в Саратове.

## Песни
- «Жёлтый остров» (музыка Юрия Массина), исполняет Николай Караченцов
- «Мираж» (музыка Юрия Массина), исполняет Николай Караченцов
- «Галатея» (музыка Юрия Массина), исполняет Николай Караченцов
- «Улетело птицей» (музыка Юрия Массина), исполняет Николай Караченцов
- «Александр Иванович, скажи…» (музыка Юрия Массина), исполняет Николай Караченцов[2][3][4]